# Новопазарска тврђава
43° 08′ 18″ С; 20° 31′ 01″ И / 43.1382456° С; 20.516966° И
Новопазарска тврђава, позната међу новопазарцима и као Бедем, је средњовековно турско утврђење у Новом Пазару. Саградио ју је у 15. веку Иса-бег-Исаковић у време када је, на раскрсници караванских путева, подигнут и град. Налази се унутар градског парка, на благом узвишењу у самом центру града, на десној обали реке Рашке. Заједно са Кулом мотриљом је један од најзначајнијих историјских грађевинских комплекса у Новом Пазару. Тврђава је 1990. године заштићена као културно-историјски споменик, у оквиру просторно културно-историјске целине Новопазарска тврђава са старом чаршијом и комплексом око Алтин-алем џамије.
Кула мотриља са табијама бедема централни је мотив грба Града Новог Пазара и као таква представља симбол овог града.

## Историја
Оскудни подаци упућују на то да је новопазарска тврђава изграђена 60-их година 15. века, по налогу једног од најславнијих османлијских војсковођа, оснивача Новог Пазара Иса-бег-Исаковића. Изграђена је када и новоосновано насеље на раскрсници караванских путева који су повезивали Босну, Дубровник и јужни Јадран са Цариградом и Солуном — Новог Пазара.
У почетку је то било мало утврђење опасано ровом, земљаним насипом и зидом од усправно пободених брвана. Највећим делом чиниле су је палисаде и чардаци. Освајањем ових крајева Турци нису имали потребу за подизањем тврђаве, јер је њихова граница померена далеко на запад и север од Новог Пазара, па тако постојање праве тврђаве не помињу ни бројни путописци током 16. и 17. века. После Аустро-турског рата, око 1692. године, у оквиру утврђења подигнут је „унутрашњи град”. У ферману из 1717. године кадији Новог Пазара и команданту тврђаве наређује се изградња три јаке куле на угловима утврђења и једне џамије. Угаоне куле су, по натпису на северном бастиону, подигнуте 1750. године. У оквиру тврђаве, истовремено са кулама, подигнута је и Аскерли џамија (војничка), која је срушена за време Првог светског рата.
Током 19. века новопазарској тврђави Турци придају посебан значај, дограђују је и наоружавају. Камени бедеми између кула подигнути су за време владавине султана Абдул Азиза, у другој половини 19. века. Испред утврђења се налазио шанац испуњен водом. Нови Пазар је 1809. године заузела Карађорђева војска, али тврђава је остала неосвојена услед повлачења српских снага. Након Берлинског конгреса и устанка у Босни и Херцеговини Новопазарска тврђава је још више добила на значају. У њој је подигнута касарна од тврдог материјала, у коју су могла да се сместе три батаљона пешадије и једна батерија топџија. У истој вести се помињу и две куле за муницију.
После Балканских ратова српска војска је порушила Аскерли џамију која се налазила унутар тврђаве, а током и после Првог светског рата срушена је и кула Џепхана. На месту џамије је 1916. године подигнута капела за потребе аустро-угарских војника. Током ратова нестале су нетрагом и улазне капије, чардаци, помоћни објекти као и аустријска капелица. У сећањима Новопазараца је забележено да су се остаци мале капеле видели до 60-тих година 20. века. Остаци куле и други делови тврђаве уклоњени су или затрпани земљом 1965. године, када су комунистичке власти почеле са градњом градског парка.
Новопазарска тврђава данас има двоструки статус заштите, као појединачни споменик културе и у оквиру шире просторне културно-историјске целине са старом чаршијом и комплексом око Алтун-алем џамије.

### Археолошка истраживања
Новопазарска тврђава је истражена 1997. и 2007. године са неколико мањих сонди, а 2012. године, у оквиру пројекта „Место које волим“, консолидовани су зидови северне и западне табије, зид који је повезивао Кулу мотриљу и северну табију.
Године 2019. предузето је прво археолошко ископавање северне табије, познатије као Џепхана. То је један је од најбитнијих пројеката Музеја Рас и града Новог Пазара и започет је са циљем да се кула ревитализује. Ово заштитно ископавање почело је 2019. године, а пронађени артефакти, заједно са резултатима истраживања из новембра 2021, бацају ново светло на историју града и читаве регије. Кула Џепхана је порушена током и после Првог светског рата. На основу досадашњих открића археолози су утврдили да је град грађен фазно и био много озбиљније брањен него што се то до сада мислило. Откривени су и остаци темеља касарне из времена султана Абдул Азиза, на којима је саграђена зграда данашње Библиотеке. До сада у потпуности су откривени: зиндан, барутхана и кула Џепхана, које ће бити ревитализоване, као и фортификациони зидови из више временских фаза. Пронађен је бели нишан са исписаним текстом и мезар (гроб) шехида (погинулог војника) из 1514. године.
Покретене археолошке налазе углавном чине фрагменти глиненог посуђа, али су пронађени и камени архитектонски елементи бар две капије чији су се пролази лучно завршавали. Све што је откривено приликом досадашњих истраживања је сачувано. Сачуван је чак и сав камен који је пронађен на читавом простору Северне табије, како би се могао искористити за обнову откривених објеката у околини куле.

## Изглед
На основу остатака бедема, бастиона и полузатрпаних ровова може се уочити облик основе тврђаве коју образују три угаона бастиона (табије) полигоналне основе и различитих димензија и кула позната као Стара извидница, Кула Мотриља или Сејир кула, смештена између северне и западне табије. Кулу мотриљу и северну табију повезује камени бедем, који представља видљив остатак ове врсте одбрамбених зидова. Три табије формирају приближно правилан једнакокраки троугао чије стране имају дужину од око 200 m. Сејир кула или Кула мотриља представља прави украс унутар велике и простране новопазарске тврђаве — Бедема. Висока 15 метара, служила је као осматрачница са широким видокругом за обезбеђење бедема од евентуалних нападача. Има осмоугаону основу са које су уздигнути високи зидови.

### Тврђава данас
Новопазарска тврђава се налази у самом центру града, унутар градског парка на десној обали реке Рашке. Данас је само делимично очувана. Уз северни бедем налази се релативно добро очувана кула позната под именом Стара извидница, Кула мотриља или Сејир кула. На простору између зграде Библиотеке и Куле мотриље могу се видети археолошки делимично истражени остаци османске касарне коју су користили и војници аустроугарске монархије током Првеог светског рата.
Новопазарска тврђава са старом чаршијом и комплексом око Алтун-алем џамије утврђена је за просторну културно-историјску целину од изузетног значаја за Републику Србију.